# Альгарди, Алессандро
Алессандро Альгарди (итал. Alessandro Algardi, 31 июля 1598, Болонья — 10 июня 1654, Рим) — итальянский скульптор, архитектор и рисовальщик, проектировщик ювелирных изделий из золота и серебра, крупнейший представитель стиля барокко в искусстве Италии наряду с Джованни Лоренцо Бернини, Франческо Борромини и Пьетро да Кортона. Работал в Мантуе, Болонье и Риме.

## Биография
Альгарди родился в Болонье, в юном возрасте учился в мастерской Лодовико Карраччи, одного из главных представителей болонской школы, затем у Джулио Чезаре Конвенти (1577—1640), относительно мало известного художника.
В 1608 году Альгарди поступил на службу к герцогу Мантуи Фердинандо Гонзага. Выполнял декоративные работы и рисунки ювелирных изделий. После непродолжительного пребывания в Венеции в 1625 году он отправился в Рим, где герцог Мантуанский представил его племяннику покойного папы, кардиналу Людовико Людовизи, который на некоторое время нанял его для реставрации античных статуй из своей знаменитой коллекции.
В Риме Альгарди помогали друзья, в том числе Пьетро да Кортона и его соотечественник Доменикино. Его ранние римские заказы включали терракотовые и несколько мраморных портретных бюстов и другие небольшие произведения. В 1630-х годах Альгарди трудился над гробницами семьи Меллини в капелле Меллини церкви Санта-Мария-дель-Пополо. Работал в церквях Сан-Сильвестро-аль-Квиринале, Сант-Андреа-делла-Валле, в соборе Святого Петра, Палаццо деи Консерватори.
Первый крупный заказ для Альгарди поступил в 1634 году, когда кардинал Убальдини из рода Медичи заказал надгробный памятник в соборе Святого Петра своему двоюродному деду, папе Льву XI, третьему папе из семьи Медичи, правившему менее месяца в 1605 году. Надгробие было начато в 1640 и в основном завершено к 1644 году. Композиция в общих чертах повторяет ту, что была создана Бернини для гробницы Урбана VIII (1628—1647) также в соборе Сан-Пьетро в Ватикане.
Со смертью Папы Урбана VIII из семьи Барберини в 1644 году и воцарением Папы Иннокентия Х Памфили, семья Барберини оказалась в немилости, в результате чего знаменитый Бернини стал получать меньше заказов. Альгарди, с другой стороны, был принят новым папой и его племянником Камилло Памфили. Скульптурные портреты работы Альгарди высоко ценили, и их формальная строгость выгодно контрастировала с экспрессией берниниевских произведений.
В качестве архитектора Алессандро Альгарди проектировал виллу Дориа-Памфили при участии Джироламо Райнальди и Джованни Франческо Гримальди (1644—1652).
В 1650 году Альгарди познакомился с Диего Веласкесом, который получал заказы от Испании. Как следствие, в Королевском дворце Аранхуэса есть работы Альгарди, в частности, фигуры фонтана Нептуна. В монастыре августинцев в Саламанке находится гробница графа и графини де Монтерей, ещё одна работа Альгарди.
Альгарди дружил с Франсуа Дюкенуа, Андреа Сакки, Никола Пуссеном, разделял их приверженность классическим основам искусства в границах стиля барокко. Знаменитое произведение Альгарди: большой мраморный горельеф с изображением Папы Льва I и Аттилы, созданный с 1646 по 1653 год, обычно называют «Фуга Аттилы» (Fuga d’Attila), или «Бегство Аттилы». Он был создан для базилики Святого Петра и вдохнул новую жизнь в использование подобных мраморных рельефов для церковных алтарей.
В поздние годы Альгарди владел большой студией и накопил значительное состояние. Его искусство продолжали ученики: Эрколе Феррата, Антонио Раджи, Доменико Гвиди вначале обучались у Альгарди, а затем перешли к Бернини. Среди других менее известных помощников в его мастерской были Франческо Баррата, Джироламо Лученти и Джузеппе Перони.

## Оценки творчества
Индивидуальный стиль Альгарди ближе к классическому и сдержанному барокко Франсуа Дюкенуа, чем к бурным эмоциям и экспрессии других художников эпохи барокко. Жермен Базен в своём обзоре искусства итальянского барокко отметил кратко: «По сравнению с Бернини, темперамент его современника Алессандро Альгарди отличается большей сдержанностью, а манера теснее связана с античными образцами».
С художественной точки зрения Альгарди более всего удавались портреты-статуи и группы детей, где он был вынужден точно следовать натуре. Альгарди был также известен рисунками и офортами. Его живописные работы, прежде всего портреты, отличаются натурализмом и пристальным вниманием к костюму и драпировкам.
Терракотовые модели: боццетти, некоторые из которых были законченными произведениями искусства, высоко ценились коллекционерами. Выдающаяся серия терракотовых моделей Альгарди хранится в Эрмитаже, в Санкт-Петербурге.

## Галерея
- Бегство Аттилы. 1646—1653. Мрамор. Собор Святого Петра, Ватикан
- Папа Иннокентий X. Бронза. Метрополитен-музей, Нью-Йорк
- Архангел Михаил низвергает Сатану. Бронза. Муниципальный музей, Болонья
- Несение креста. Ок. 1650. Стукко. Базилика Сан-Джованни-ин-Латерано, Рим
- Распятие. Ок. 1650. Стукко. Базилика Сан-Джованни-ин-Латерано, Рим
- Портрет неизвестного. Мрамор. Музей Боде, Берлин
- Кардинал Паоло Эмилио Дзакья. Боццетто. Ок. 1650. Терракота
- Камилло Памфили. Ок. 1647 г. Терракота. Государственный Эрмитаж, Санкт-Петербург
- Портрет Олимпио Памфили. Терракота
- Непобедимый Рим в образе Минервы. Бумага, серебряный штифт. Рейксмюсеум, Амстердам
- Отдых Святого семейства на пути в Египет. Бумага, чернила, сепия, бистр. Национальный музей старинного искусства, Лиссабон
- Проект вазы с гербами семейств Альдобрандини и Памфили. Бумага, сепия